# Washington (Pensilvânia)
Washington é uma cidade localizada no estado norte-americano de Pensilvânia, no Condado de Washington.

## Demografia
Segundo o censo norte-americano de 2000, a sua população era de 15.268 habitantes.
Em 2006, foi estimada uma população de 14.767, um decréscimo de 501 (-3.3%).

## Geografia
De acordo com o United States Census Bureau tem uma área de
7,6 km², dos quais 7,6 km² cobertos por terra e 0,0 km² cobertos por água. Washington localiza-se a aproximadamente 404 m acima do nível do mar.

## Localidades na vizinhança
O diagrama seguinte representa as localidades num raio de 12 km ao redor de Washington.